# کلود یفکات
کلود یفکات (انگلیسی: Claude Jephcott; ۳۱ اکتبر ۱۸۹۰ – ۵ اکتبر ۱۹۵۰) بازیکن فوتبال اهل بریتانیا بود.
از باشگاه‌هایی که در آن بازی کرده‌است می‌توان به باشگاه فوتبال وست برومویچ آلبیون اشاره کرد.